# Christopher Wylie
Pour les articles homonymes, voir Wylie.
Christopher Wylie, né le 19 juin 1989 à Victoria, est un lanceur d'alerte canadien, ancien directeur de recherche à Cambridge Analytica.

## Biographie
Christopher Wylie a travaillé environ un an et demi pour SCL, la maison mère de Cambridge Analytica, dont il participé à la création,  et d'AggregateIQ, avant d'apprendre que son travail était utilisé à des fins politiques et non éthiques. 
Il a également découvert que son prédécesseur était mort dans des circonstances nébuleuses à Nairobi dans sa chambre d'hôtel, alors qu'il travaillait pour Uhuru Kenyatta, le président du Kenya et que la thèse de l'empoisonnement avait été avancée.
Christopher Wylie a expliqué que SCL travaillait dans le but d'orienter les élections se jouant dans les pays émergents, dénonçant un « colonialisme des temps modernes ».
En 2018, il transmet des documents au journal The Guardian. Ces documents décrivent certaines méthodes de Cambridge Analytica et notamment l'usage de données personnelles volées dans 50 millions de comptes d'utilisateurs Facebook. Ces données ont été utilisées pour optimiser certaines des campagnes politiques. Ce fut par exemple le cas lors de la campagne de l'élection présidentielle américaine de 2016,, par le biais de méthodes de manipulations inspirées de celles de la guerre psychologique, conduisant à la victoire du candidat républicain Donald Trump, tout en discréditant son adversaire démocrate Hillary Clinton.
L'alerte lancée par Christopher Wylie est à l'origine du scandale Facebook-Cambridge Analytica/AggregateIQ et d'enquêtes conduites au Royaume-Uni concernant les irrégularités relevées durant la campagne du référendum ayant résulté au Brexit, avec la diffusion des infox (fausses nouvelles ou fake news) ou encore de messages jouant sur la peur des réfugiés et une crainte entretenue vis-à-vis de l'Union Européenne. Ces méthodes auraient grandement contribué à la victoire du camp pro-Brexit  et du Vote Leave.
Le 27 mars 2018, plusieurs journaux internationaux que sont Libération, Le Monde, Die Welt, El País et La Repubblica, ont interviewé Christopher Wylie. Ces cinq journaux rapportent que selon le lanceur d'alerte, AggregateIQ (AIQ), la société-sœur de Cambridge Analytica basée au Canada, a collaboré avec cette dernière pour permettre à Leave.EU de contourner son plafond de dépenses, et d'investir « près d'un million de livres pour cibler » certains électeurs afin de faire basculer la campagne en faveur du Brexit. « sans AggregateIQ, le camp du Brexit aurait perdu le référendum, qui s'est joué à moins de 2 % des votes » affirme Christopher Wylie. Wyllie y a réaffirmé que Cambridge Analytica était lié à Steve Bannon, ancien conseiller et proche de Donald Trump, et aussi ancien patron de Breitbart, un portail internet de l'ultra-droite américaine. Selon Wylie, Banon se rendait à Londres chaque mois ou plus.
Wylie ne pense pas qu'il soit nécessaire de « supprimer » Facebook, mais qu'il faut le « réparer » pour que les données personnelles soient mieux protégées, et qu'il ne soit pas vecteurs de pseudo-informations manipulées ou manipulatrices.
Interrogé par un comité parlementaire britannique enquêtant sur les fake news, il avait aussi dit qu'il était « absolument » certain qu'AIQ a utilisé les bases de données de Cambridge Analytica pour faire pencher la campagne du référendum en faveur du Brexit. Il a ajouté qu'AIQ a aussi influencé la campagne présidentielle de 2015 au Nigeria (via des vidéos et informations compromettantes distribuées par les réseaux sociaux pour intimider les partisans de Muhammadu Buhari (candidat à la présidentielle). De même, à Trinité-et-Tobago, AIQ a aussi tenté de collecter des données privées sur la population du pays, via l'Internet. Wylie a suggéré aux membres du comité de « presser les autorités et les soutenir pour enquêter sur cette entreprise ». Devant ce comité parlementaire britannique le 28 mars 2018, il déclare que « Sans Cambridge Analytica, il n'y aurait pas eu de Brexit ».

## Publication
En octobre 2019, il publie Mindf*ck: Cambridge Analytica and the Plot to Break America, qui est traduit en français en mars 2020.